# Catocala centralasiae
Catocala centralasiae är en fjärilsart som beskrevs av Leo Andrejewitsch Sheljuzhko 1944. Catocala centralasiae ingår i släktet Catocala och familjen nattflyn. Inga underarter finns listade i Catalogue of Life.